# Międzynarodowe Bractwo Skautów i Przewodniczek
Międzynarodowe Bractwo Skautów i Przewodniczek (ISGF, ang. International Scout and Guide Fellowship) – organizacja dla dorosłych, wspierającą ruch skautów i przewodniczek. 
W oparciu o ideały skautowe, jego głównym celem jest wspomaganie członków w wyznawaniu wartości, których się nauczyli w organizacjach młodzieżowych, w perspektywie aktywnego wspierania Światowej Organizacji Ruchu Skautowego (WOSM, ang. World Association of the Scout Movement) i Światowego Stowarzyszenia Przewodniczek i Skautek (WAGGGS, ang. World Association of Girl Guides and Girl Scouts), służby społecznościom lokalnym i nieustannego osobistego rozwoju. 
ISGF jest otwarte dla byłych członków WOSM i WAGGGS oraz dla dorosłych, którzy nie mieli możliwości być skautami czy przewodniczkami w młodości i nie byli aktywnymi instruktorami skautowymi. 
W Polsce członkiem ISGF jest Związek Harcerstwa Polskiego.